# Omar Benjelloun
Omar Benjelloun (* 1936 in Oujda; † 18. Dezember 1975 in Casablanca) war ein marokkanischer Journalist und Gewerkschaftsaktivist. Er wurde von der Chabiba Islamiya ermordet.

## Leben
Omar Benjelloun war Aktivist der Union nationale des étudiants du Maroc. Benjelloun schloss ein Studium der Rechtswissenschaft und ein Studium des Telekommunikationswesen in Paris ab. 1959 war er Mitgründer der Union Nationale des Forces Populaires. Er war Schriftleiter des Al-Mouharrir des Parteiorgans. Anfang der 1960er leitete er die Telefonbehörde von Casablanca. Omar Benjelloun war bei der Union marocaine du travail gewerkschaftlich organisiert. In der Folge des Julikomplotts 1963 gegen Hassan II. wurde Omar Benjelloun zum Tod verurteilt und 1964 von Hassan II. begnadigt. Omar Benjelloun wurde 1966 verhaftet und 1973 mehrfach gefoltert. Am 13. Januar 1973 war er Adressat einer Paketbombe. Eine Paketbombe gleicher Bauart führte bei Mohammed El Yazghi einem anderen Aktivisten der UNFP zu schweren Behinderungen.
Die Untersuchungen der Instance équité et réconciliation identifizierten später die Direction générale de la surveillance du territoire als Urheber dieser Postsendungen. Am 18. Dezember 1975 wurde er ermordet.